# رون أندرو
رون أندرو (بالإنجليزية: Ron Andrew)‏ (5 يناير 1936 في المملكة المتحدة - ) هو لاعب كرة قدم بريطاني في مركز الوسط. لعب مع بورت فايل وستوك سيتي.

## وصلات خارجية
- رون أندرو على موقع قاعدة بيانات كرة القدم.إي يو (الإنجليزية)